# Klaus Funke (Schriftsteller)
Klaus Funke (* 17. Februar 1947 in Dresden) ist ein deutscher Schriftsteller.

## Leben und Werk
Funke stammt aus einer kunstinteressierten Familie und erhielt Klavier und Zeichenunterricht. 1965 legte er das Abitur an der Kreuzschule in Dresden ab und hatte eigentlich vor, Germanistik und Kunstgeschichte zu studieren, entschied sich dann jedoch für das Studium der Agrarwissenschaften, dass er von 1966 bis 1971 absolvierte. Beruflich war er u. a. als Geschäftsführer eines Agrarbetriebes und als Projektleiter bei einem privaten Bildungsträger tätig. Als Schriftsteller arbeitet er freiberuflich. Im Jahr 2006 erhielt er ein Literaturstipendium des Freistaates Sachsen.
Er schrieb zahlreiche Romane und Novellen über Musiker und Komponisten wie zum Beispiel Clara Schumann oder Johannes Brahms sowie Romane über Hans von Bülow, Sergei Rachmaninow und Niccolò Paganini. Seine aus dem Buch Am Ende war alles Musik stammende Novelle Abschied am Fluss wurde 2010 unter Mitwirkung von unter anderem Matthias Brandt, Rolf Hoppe und Dagmar Manzel vom MDR als Hörspiel produziert und im Rahmen der „Schumann-Wochen“ von MDR-Figaro gesendet. Sein 2012 veröffentlichter Roman Der falsche Jude thematisiert die jüdische Identität und den Holocaust. Der Roman Heimgang setzt sich mit Leben und Alltag der Grenzsoldaten in der DDR auseinander. Auch schrieb er zahlreiche weitere Novellen, Romane und Erzählungen (s. u. Werke).
Funke ist verheiratet und hat zwei Töchter.

## Werke (Auswahl)
- "Am Ende war alles Musik" Faber & Faber, Leipzig 2005, ISBN 3-936618-69-0.
- "Der Teufel in Dresden" Ein Paganini-Roman. Faber & Faber, Leipzig 2006, ISBN 3-936618-87-9.
- "Der Abschied oder Parsifals Ende" Ein Roman um Hans von Bülow. Faber & Faber, Leipzig 2007, ISBN 3-86730-034-8.
- "Zeit für Unsterblichkeit" Ein Rachmaninow-Roman. Faber & Faber, Leipzig 2008, ISBN 978-3-86730-066-7.
- "Der falsche Jude" – aus den Aufzeichnungen des Oberschülers Johannes Pilinski. Lychatz-Verlag, Leipzig 2012, ISBN 978-3-942929-11-0.
- "Die Geistesbrüder" – Roman einer Künstlerfreundschaft. Karl May und Sascha Schneider. Husum Verlag, Husum 2013, ISBN 3-89876-651-9.
- "Erzgebirgische Erzählungen" – Erzählungen – Husum Verlag, Husum 2012, ISBN 978-3-89876-205-2
- "Heimgang" – Roman. Husum Verlag, Husum 2013, ISBN 978-3-89876-691-3.
- "Eine deutsche Tragödie" – Roman – BoD, ISBN 978-3-7583-2619-6
- " Kammermusik" – Novelle – Verlag "Die Scheune", ISBN 978-3-7528-2939-6
- "Die Betrogenen" Bd. 1 und 2 – Roman – BoD, ISBN 978-3-7481-1245-7
- "Back to Black – Kriminalroman – BoD, ISBN 978-3755725817
- "Die Maske des Trajanus" – histor. Roman – BoD, ISBN 978-3-7534-0132-4 und ISBN 978-3-7526-4673-3 (Hardcover)
- "Die Poeten" – Erzählungen – BoD, ISBN 978-3-7481-0755-2
- "Mord 1. Grades" – Roman – BoD, ISBN 978-3-7504-5113-1
- "Das doppelte Ich" – Erzählungen – BoD, ISBN 978-3-7528-9731-9
- "Die Schnauze lebt" – Roman um Joseph Goebbels, ISBN 978-3-906212-30-2
- "Ein einsames Haus" – Roman – BoD, ISBN 978-3752847574
- "Die blonde Tote" – Kriminalroman – BoD, ISBN 978-3-7494-2288-3
- "Das Gold der Toten" – Kriminalroman – BoD, ISBN 978-3-7528-5479-4
- "Meine Verlage" – Roman – BoD, ISBN 978-3-7481-7444-8
- "Ich war der letzte Kaiser" – Historischer Roman um den letzten weström. Kaiser – BoD, ISBN 978-3-7543-1296-4
- "Franzi" – Roman – BoD, ISBN 978-3-7528-8633-7
- " Der zwölfte Gast" – Roman – BoD, ISBN 3-7481-8973-7
- "Ich wollte König werden" – autobiograf. Roman – BoD, ISBN 978-3-7481-2651-5
- "Das Neandertaler-Experiment" Roman – BoD, ISBN 978-3-7597-0300-2
- zahlreiche Rezensionen und Kritiken in versch. Zeitungen

## Hörspiele (Auswahl)
- 2010: Abschied am Fluss (nach der gleichnamigen Novelle) – Regie: Walter Niklaus (Hörspielbearbeitung – MDR)